# 호카이인역
호카이인역(일본어: 法界院駅)은 일본 오카야마현 오카야마시 기타구에 위치한 서일본 여객철도 쓰야마 선의 철도역이다. 섬식 승강장 1면 2선의 구조를 갖춘 지상역이다.

## 타는 곳
| 1 · 2 | ■ 쓰야마 선 | 상행 | 후쿠와타리 · 쓰야마 방면 | 1번 승강장은 교행 때만    |
| 1 · 2 | ■ 쓰야마 선 | 하행 | 오카야마 방면            | 1번 승강장은 당 역 시발만 |

## 이용 현황
| 승차 인원 추이 | 승차 인원 추이 |
| 연도           | 1일 평균       |
| -------------- | -------------- |
| 1999           | 1,844          |
| 2000           | 1,699          |
| 2001           | 1,614          |
| 2002           | 1,478          |
| 2003           | 1,336          |
| 2004           | 1,187          |
| 2005           | 1,123          |
| 2006           | 1,011          |
| 2007           | 957            |
| 2008           | 958            |
| 2009           | 963            |
| 2010           | 996            |
| 2011           | 1,042          |
| 2012           | 1,092          |
| 2013           | 1,089          |
| 2014           | 1,059          |

## 역 주변 건물이나 시설
- 오카야마 대학
- 일본방송대학 오카야마 연습 센터
- 오카야마 요리 대학
- 오카야마 방송
- 오카야마 시 한다야마 식물원
- 오카야마 시 소방국 기타 소방서 고노 출장소
- 일본 육상자위대 산겐야 주둔지

## 인접 역
| 서일본 여객철도 ■ 쓰야마 선 | 서일본 여객철도 ■ 쓰야마 선 | 서일본 여객철도 ■ 쓰야마 선 |
| --------------------------- | --------------------------- | --------------------------- |
| 가나가와 쓰야마 방면        | ■ 쾌속 '고토부키'           | 오카야마 오카야마 방면      |
| 비젠하라 쓰야마 방면        | ■ 보통                      | 오카야마 오카야마 방면      |